# WWOOF
World-Wide Opportunities on Organic Farms (WWOOF Opportunità globali nelle fattorie biologiche) è un'organizzazione che mette in contatto le fattorie biologiche con chi voglia, viaggiando, fare esperienza di vita rurale. Lo scambio è orizzontale: fanno parte dell'esperienza i momenti di attività e i momenti di convivialità. L'apprendimento di tecniche agricole o di una lingua diversa dalla propria, lo scambio di cultura gastronomica o di competenze sono alla base della relazione: la condivisione del vitto e dell'alloggio sono elemento essenziale della relazione fra soci ma non vengono considerati pagamento di una prestazione. Ciò permette a persone che vivono realtà urbane o hanno vissuto in campagna nel proprio paese di toccare con mano l'esperienze di vita e la scelta dell'agricoltura biologica nel proprio paese o all'estero.

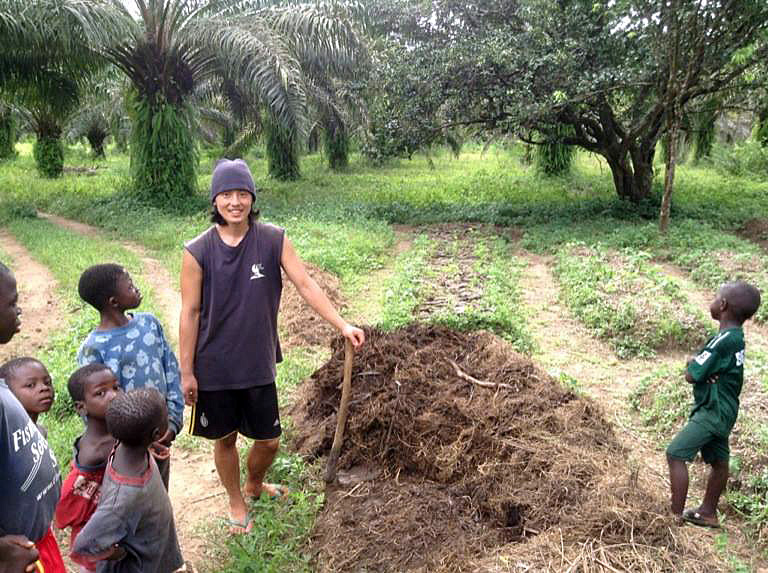
Socio WWOOF giapponese in una fattoria della Nuova Guinea

## Storia
L'associazione WWOOF nasce in Inghilterra nel 1971, da un'idea di Sue Coppard che, essendosi trasferita a Londra, sentiva la mancanza della vita in campagna. Pensò allora di mettere in contatto, con un annuncio su di un giornale, le persone come lei che volevano vivere l'esperienza della campagna solo nei fine settimana, e le fattorie biologiche che avevano bisogno d'aiuto.
L'immediato successo dell'iniziativa ha portato all'esigenza di creare un'organizzazione che fosse in grado di gestire il rapporto viaggiatori-fattorie con efficienza e regole certe.
L'affermarsi del World Wide Web alla fine degli anni novanta, porta un'espansione mondiale del WWOOF, che si avvantaggia immediatamente delle possibilità offerte dalla rete che rende gestibile una grande quantità di fattorie sparse in una nazione, permettendo un'associazione di intenti tra persone che non si sono mai viste fra loro.
Dal modello inglese il WWOOF si è diffuso in tutto il mondo, inglobando a seconda dello stato un gran numero di aziende agricole.
Attualmente, il progetto prevede anche altri ambienti di tipo rurale non per forza classificabili come "fattorie biologiche"; come per esempio gli Ecovillaggi. È quindi, per forza di cose, anche entrato a far parte del circuito di rete di ospitalità, il che significa che per esempio molti iscritti a uno di questi, il Servas solo per citarne uno, sono anche iscritti ai Wwoof.

## Organizzazione
La forma giuridica dei vari WWOOF nazionali varia molto a seconda della cultura e la legislazione locale. Pur mantenendo gli scopi culturali e di promozione di un modello alternativo di vita, le varie organizzazioni WWOOF si sono date forme giuridiche differenti: mentre il WWOOF Inghilterra è un'azienda no profit, il WWOOF Italia è un'associazione di promozione sociale.
Le fattorie che vogliono fare parte del WWOOF ne fanno richiesta all'organizzazione nazionale, se esiste, oppure si rivolgono alla Lista dei Paesi Indipendenti (Independents List) gestita da FoWO, la Federazione Internazionale delle Organizzazioni Wwoof. 
Se rispondono ai requisiti richiesti, vengono inserite nella lista delle fattorie associate di quel WWOOF. Chi è interessato ad offrire il proprio aiuto volontario richiede, in cambio di una modesta somma che in alcuni casi copre anche il costo di un'assicurazione, la lista delle fattorie e la tessera di socio. Sceglie le fattorie da contattare e si mette d'accordo con loro per visitarle. La durata della permanenza è decisa fra il viaggiatore e la fattoria ospitante e può variare da pochi giorni fino ad un mese o addirittura a periodi più lunghi di un anno o più
Una caratteristica peculiare del WWOOF è l'estrema varietà delle situazioni e delle persone coinvolte, i viaggiatori (WWOOFers) sono in genere giovani studenti, ma non mancano adulti che cercano esperienze per iniziare a vivere in campagna, pensionati, coppie con bambini. Le fattorie variano: dalla grande azienda biologica; l'agriturismo; l'azienda biologica a conduzione familiare; alla casa in campagna con l'orto biologico, esperienze di totale autosufficienza; ecovillaggi; e così via.
Al 2006, le seguenti nazioni hanno la propria organizzazione WWOOF e pubblicano la propria lista, le fattorie presenti in altri paesi possono essere trovate nella lista Indipendenti presente sia nel WWOOF Independents sia nel WWOOF Australia.
- Australia
- Austria
- Canada
- Corea
- Costa d'Avorio
- Danimarca
- Finlandia
- Germania
- Ghana
- Giappone
- Gran Bretagna
- Hawaii
- Italia
- Messico
- Nepal
- Nuova Zelanda
- Repubblica Ceca
- Slovenia
- Stati Uniti
- Svizzera
- Svezia
- Togo
- Uganda